# White Star Sombeke
KVV White Star Sombeke is een Belgische voetbalclub uit Sombeke. De club is bij de KBVB aangesloten met stamnummer 3693 en heeft rood en wit als kleuren. 

## Geschiedenis
White Star Sombeke werd in 1932 opgericht als Katholieke Vlaamsche Voetbalvereniging White Star Sombeke.  Van 1932 tot 1941 was de club aangesloten bij het Katholiek Vlaams Sportverbond, toen ging men over naar de Vlaamsche Voetbalbond en een jaar later, in 1942, werd de overstap naar de KBVB gemaakt. Bij deze laatste aansluiting werd de elementen Katholiek en Vlaamsch uit de clubnaam gehaald.
Men debuteerde in Derde Gewestelijke F in 1945-1946 met een zesde plaats in de rangschikking. 
In 1968 wijzigde de club zijn naam naar KVV White Star Sombeke na het verkrijgen van de titel van koninklijke maatschappij.
Ondanks de lange geschiedenis van de club, speelde men nooit hoger dan Tweede Provinciale. Dat niveau bereikte men in het seizoen 1990-1991, maar White Star zakte meteen terug naar Derde Provinciale, waar men tot 2012 zou aantreden. 
Sindsdien speelt de club, met uitzondering van het seizoen 2016-2017 waarin men kortstondig op het derde provinciale niveau aantrad, in Vierde Provinciale. 